# Jiří Souček (politik KSČ)
Jiří Souček (* 9. října 1932) byl český a československý politik Komunistické strany Československa, poslanec České národní rady a Sněmovny národů Federálního shromáždění za normalizace.

## Biografie
K roku 1969 se uvádí původní profesí coby chemik, bytem Kolín. Absolvoval vysokou školu technickou a v době svého nástupu do parlamentu pracoval jako vedoucí technologické skupiny n. p. VCHZ Synthesia, závod Kolín. Byl členem Celozávodního výboru KSČ a byla mu udělena Státní cena Klementa Gottwalda.
Po provedení federalizace Československa usedl v lednu 1969 do Sněmovny národů Federálního shromáždění. Do federálního parlamentu ho nominovala Česká národní rada, kde rovněž zasedal. Ve federálním parlamentu setrval do voleb roku 1971.